# Tartarogryllus cyrenaicus
Tartarogryllus cyrenaicus is een rechtvleugelig insect uit de familie krekels (Gryllidae). De wetenschappelijke naam van deze soort is voor het eerst geldig gepubliceerd in 1908 door Werner.